# Salt-Lake-Tabernakel

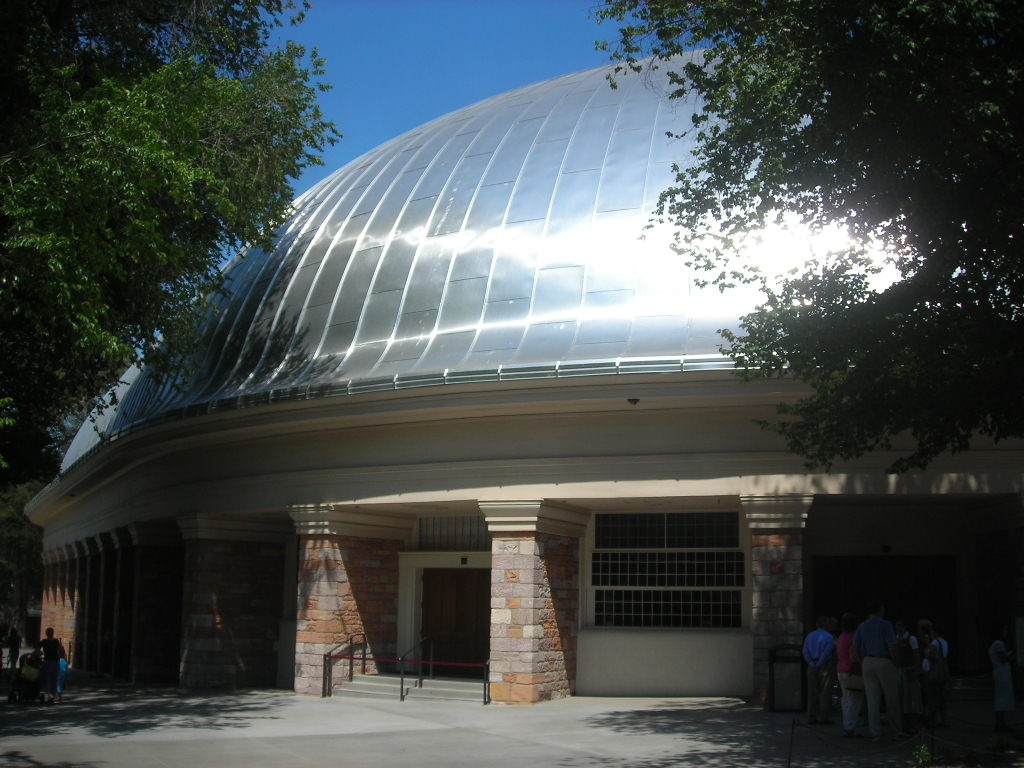
Eingang zum Tabernakel

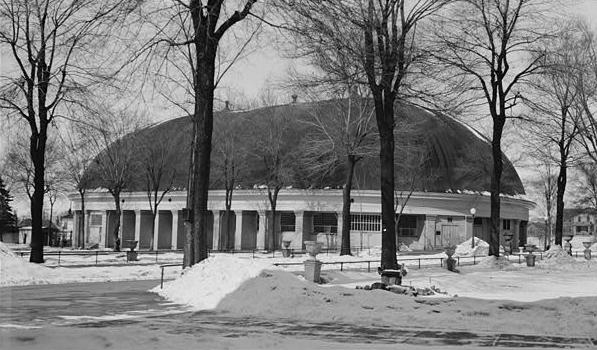
Außenansicht des Tabernakels von 1937

Der Salt-Lake-Tabernakel (auch Mormonen-Tabernakel) ist ein Gebäude der Kirche Jesu Christi der Heiligen der Letzten Tage am Tempelplatz in Utahs Landeshauptstadt Salt Lake City. Bis zur Fertigstellung des Konferenzzentrums fand dort die halbjährliche Generalkonferenz der Kirche statt.
Der Tabernacle Choir at Temple Square übt und tritt regelmäßig im Tabernakel auf. Der Raum bietet Platz für etwa 5000 Menschen.

## Baugeschichte
Der Bau des Versammlungshauses wurde 1864 begonnen und 1867 fertiggestellt. Es wurde so konstruiert, dass ein Redner von jedem der Anwesenden ohne damals noch nicht existierende Verstärker und Lautsprecher gehört werden kann. Die gute Raumakustik rührt u. a. daher, dass dem Kalkputz größere Mengen von Tierhaaren beigemischt wurden, wodurch der Schall besser absorbiert wird. Eine optimale Nachhallzeit von 2,2 Sekunden wird recht genau erreicht, wenn etwa 2500 Zuhörer anwesend sind.
Der Tabernakel wurde zur National Historic Landmark und zum National Historic Civil Engineering Landmark ernannt.
Von Januar 2005 bis März 2007 wurde der Tabernakel renoviert und am 31. März 2007 vom Präsidenten der Kirche Jesu Christi der Heiligen der Letzten Tage Gordon B. Hinckley erneut geweiht.

## Ausstattung
Orgel des Salt Lake Tabernacle